# Stactobia maculata
Stactobia maculata är en nattsländeart som beskrevs av Vaillant 1951. Stactobia maculata ingår i släktet Stactobia och familjen smånattsländor. Inga underarter finns listade i Catalogue of Life.